# 第8屆金音創作獎
第8屆金音創作獎是2017年臺灣創作音樂的年度盛事之一，以表揚年度傑出的臺灣創作音樂從業人員。

## 入圍暨得獎名單
以表示得獎者

### 評審團獎
大支（曾冠榕）／《硬》

### 傑出貢獻獎
郭宗韶

## 外部連結
- 第8屆金音創作獎入圍名單 （页面存档备份，存于），文化部影視及流行音樂產業局.2017-09-26
- 第8屆金音創作獎得獎名單 （页面存档备份，存于），文化部影視及流行音樂產業局.2017-10-28